# Sarpreet Singh
Sarpreet Singh (Auckland, 20 febbraio 1999) è un calciatore neozelandese di origini indiane, centrocampista del TSC Bačka Topola e della nazionale neozelandese.

## Biografia
Nato in Nuova Zelanda, ha origini indiane.

## Caratteristiche tecniche
Trequartista dotato di una buona tecnica individuale, classe e fantasia, riesce sempre a trovare l'ultimo passaggio e a mandare i compagni a rete presentando anche una discreta conferenza col gol per pa sua capacità negli inserimenti e la sua buona abilità nel tiro da fuori. Agli inizi della carriera era stato accostato a Mesut Ozil, disattendendo le aspettative per la sua incostanza e la propensione agli infortuni.

## Carriera

### Club
Tesserato dai Wellington Phoenix nel 2015, dopo essere stato segnalato da Winston Reid, capitano degli All Whites, ha firmato il primo contratto professionistico il 1º giugno 2017, firmando un triennale con il club neozelandese. Dopo due buone stagioni, viene acquistato dal Bayern Monaco per 650 000 € firmando un contratto triennale. Il 14 dicembre 2019 fa il suo debutto con la prima squadra dei bavaresi in occasione della partita contro il Friburgo.
Il 7 agosto 2020 viene ceduto in prestito al Norimberga.

### Nazionale
Ha debuttato con la nazionale della Nuova Zelanda il 24 marzo 2018 in amichevole contro il Canada. Alla seconda presenza ha segnato la sua prima rete in nazionale il 2 giugno 2018 in amichevole contro il Kenya.

## Statistiche

### Presenze e reti nei club
Statistiche aggiornate al 10 dicembre 2023.
| Stagione                           | Squadra                            | Campionato                         | Campionato | Campionato | Coppe nazionali | Coppe nazionali | Coppe nazionali | Coppe continentali | Coppe continentali | Coppe continentali | Altre coppe | Altre coppe | Altre coppe | Totale | Totale | Totale |
| Stagione                           | Squadra                            | Comp                               | Pres       | Reti       | Comp            | Pres            | Reti            | Comp               | Pres               | Reti               | Comp        | Pres        | Reti        | Pres   | Reti   |        |
| ---------------------------------- | ---------------------------------- | ---------------------------------- | ---------- | ---------- | --------------- | --------------- | --------------- | ------------------ | ------------------ | ------------------ | ----------- | ----------- | ----------- | ------ | ------ | ------ |
| 2015-2016                          | Wellington Phoenix Res.            | NZC                                | 12         | 1          | -               | -               | -               | -                  | -                  | -                  | -           | -           | -           | 12     | 1      |        |
| 2016-2017                          | Wellington Phoenix Res.            | NZC                                | 14         | 3          | -               | -               | -               | -                  | -                  | -                  | -           | -           | -           | 14     | 3      |        |
| 2017-2018                          | Wellington Phoenix Res.            | NZC                                | 7          | 4          | -               | -               | -               | -                  | -                  | -                  | -           | -           | -           | 7      | 4      |        |
| 2018-2019                          | Wellington Phoenix Res.            | NZC                                | 1          | 0          | -               | -               | -               | -                  | -                  | -                  | -           | -           | -           | 1      | 5      |        |
| Totale Wellington Phoenix Reserves | Totale Wellington Phoenix Reserves | Totale Wellington Phoenix Reserves | 34         | 8          |                 | -               | -               |                    | -                  | -                  |             | -           | -           | 34     | 8      |        |
| 2016-2017                          | Wellington Phoenix                 | AL                                 | 2          | 0          | FFACup          | -               | -               | -                  | -                  | -                  | -           | -           | -           | 2      | 0      |        |
| 2017-2018                          | Wellington Phoenix                 | AL                                 | 11         | 4          | FFACup          | -               | -               | -                  | -                  | -                  | -           | -           | -           | 11     | 4      |        |
| 2018-2019                          | Wellington Phoenix                 | AL                                 | 25+1       | 5+0        | FFACup          | 1               | 0               | -                  | -                  | -                  | -           | -           | -           | 27     | 5      |        |
| Totale Wellington Phoenix          | Totale Wellington Phoenix          | Totale Wellington Phoenix          | 38+1       | 9          |                 | 1               | 0               |                    | -                  | -                  |             | -           | -           | 40     | 9      |        |
| 2019-2020                          | Bayern Monaco II                   | 3L                                 | 22         | 7          | -               | -               | -               | -                  | -                  | -                  | -           | -           | -           | 22     | 7      |        |
| 2019-2020                          | Bayern Monaco                      | BL                                 | 2          | 0          | CG              | 0               | 0               | UCL                | 0                  | 0                  | SS          | 0           | 0           | 2      | 0      |        |
| 2020-gen. 2021                     | Norimberga                         | 2L                                 | 11         | 0          | CG              | 1               | 0               | -                  | -                  | -                  | -           | -           | -           | 12     | 0      |        |
| gen.-giu. 2021                     | Bayern Monaco II                   | 3L                                 | 16         | 3          | -               | -               | -               | -                  | -                  | -                  | -           | -           | -           | 16     | 3      |        |
| Totale Bayern Monaco II            | Totale Bayern Monaco II            | Totale Bayern Monaco II            | 38         | 10         |                 | -               | -               |                    | -                  | -                  |             | -           | -           | 38     | 10     |        |
| 2021-2022                          | Jahn Ratisbona                     | 2L                                 | 25         | 5          | CG              | 2               | 1               | -                  | -                  | -                  | -           | -           | -           | 27     | 6      |        |
| 2022-2023                          | Jahn Ratisbona                     | 2L                                 | 14         | 1          | CG              | 0               | 0               | -                  | -                  | -                  | -           | -           | -           | 14     | 1      |        |
| Totale Jahn Ratisbona              | Totale Jahn Ratisbona              | Totale Jahn Ratisbona              | 39         | 6          |                 | 2               | 1               |                    | -                  | -                  |             | -           | -           | 41     | 7      |        |
| 2023-2024                          | Hansa Rostock                      | 2L                                 | 15         | 1          | CG              | 1               | 0               | -                  | -                  | -                  | -           | -           | -           | 16     | 1      |        |
| Totale carriera                    | Totale carriera                    | Totale carriera                    | 167        | 34         |                 | 5               | 1               |                    | -                  | -                  |             | -           | -           | 172    | 35     |        |

### Cronologia presenze e reti in nazionale
| Cronologia completa delle presenze e delle reti in nazionale ― Nuova Zelanda | Cronologia completa delle presenze e delle reti in nazionale ― Nuova Zelanda | Cronologia completa delle presenze e delle reti in nazionale ― Nuova Zelanda | Cronologia completa delle presenze e delle reti in nazionale ― Nuova Zelanda | Cronologia completa delle presenze e delle reti in nazionale ― Nuova Zelanda | Cronologia completa delle presenze e delle reti in nazionale ― Nuova Zelanda | Cronologia completa delle presenze e delle reti in nazionale ― Nuova Zelanda | Cronologia completa delle presenze e delle reti in nazionale ― Nuova Zelanda |
| Data                                                                         | Città                                                                        | In casa                                                                      | Risultato                                                                    | Ospiti                                                                       | Competizione                                                                 | Reti                                                                         | Note                                                                         |
| ---------------------------------------------------------------------------- | ---------------------------------------------------------------------------- | ---------------------------------------------------------------------------- | ---------------------------------------------------------------------------- | ---------------------------------------------------------------------------- | ---------------------------------------------------------------------------- | ---------------------------------------------------------------------------- | ---------------------------------------------------------------------------- |
| 24-3-2018                                                                    | San Pedro del Pinatar                                                        | Canada                                                                       | 1 – 0                                                                        | Nuova Zelanda                                                                | Amichevole                                                                   | -                                                                            | 66’                                                                          |
| 2-6-2018                                                                     | Mumbai                                                                       | Kenya                                                                        | 2 – 1                                                                        | Nuova Zelanda                                                                | Amichevole                                                                   | 1                                                                            |                                                                              |
| 5-6-2018                                                                     | Mumbai                                                                       | Taipei cinese                                                                | 0 – 1                                                                        | Nuova Zelanda                                                                | Amichevole                                                                   | -                                                                            | 78’                                                                          |
| 7-6-2018                                                                     | Mumbai                                                                       | India                                                                        | 1 – 2                                                                        | Nuova Zelanda                                                                | Amichevole                                                                   | -                                                                            | 90’                                                                          |
| 14-11-2019                                                                   | Dublino                                                                      | Irlanda                                                                      | 3 – 1                                                                        | Nuova Zelanda                                                                | Amichevole                                                                   | -                                                                            |                                                                              |
| 17-11-2019                                                                   | Vilnius                                                                      | Lituania                                                                     | 1 – 0                                                                        | Nuova Zelanda                                                                | Amichevole                                                                   | -                                                                            | 47’ 59’                                                                      |
| 9-10-2021                                                                    | Riffa                                                                        | Nuova Zelanda                                                                | 2 – 1                                                                        | Curaçao                                                                      | Amichevole                                                                   | -                                                                            | 79’                                                                          |
| 16-11-2021                                                                   | Abu Dhabi                                                                    | Nuova Zelanda                                                                | 2 – 0                                                                        | Gambia                                                                       | Amichevole                                                                   | -                                                                            |                                                                              |
| 28-1-2022                                                                    | Abu Dhabi                                                                    | Giordania                                                                    | 3 – 1                                                                        | Nuova Zelanda                                                                | Amichevole                                                                   | -                                                                            | 69’                                                                          |
| 13-10-2023                                                                   | Murcia                                                                       | Nuova Zelanda                                                                | 1 – 1                                                                        | RD del Congo                                                                 | Amichevole                                                                   | -                                                                            | 79’                                                                          |
| 17-11-2023                                                                   | Atene                                                                        | Grecia                                                                       | 2 – 0                                                                        | Nuova Zelanda                                                                | Amichevole                                                                   | -                                                                            | 62’                                                                          |
| 21-11-2023                                                                   | Dublino                                                                      | Irlanda                                                                      | 1 – 1                                                                        | Nuova Zelanda                                                                | Amichevole                                                                   | -                                                                            |                                                                              |
| 22-3-2024                                                                    | Il Cairo                                                                     | Egitto                                                                       | 1 – 0                                                                        | Nuova Zelanda                                                                | Amichevole                                                                   | -                                                                            |                                                                              |
| 26-3-2024                                                                    | Il Cairo                                                                     | Nuova Zelanda                                                                | 0 – 0 (2 – 4 dtr)                                                            | Tunisia                                                                      | Amichevole                                                                   | -                                                                            | 73’                                                                          |
| 15-11-2024                                                                   | Hamilton                                                                     | Nuova Zelanda                                                                | 8 – 1                                                                        | Vanuatu                                                                      | Qual. Mondiali 2026                                                          | 1                                                                            | 62’                                                                          |
| 18-11-2024                                                                   | Auckland                                                                     | Samoa                                                                        | 0 – 8                                                                        | Nuova Zelanda                                                                | Qual. Mondiali 2026                                                          | -                                                                            |                                                                              |
| 21-3-2025                                                                    | Wellington                                                                   | Nuova Zelanda                                                                | 7 – 0                                                                        | Figi                                                                         | Qual. Mondiali 2026                                                          | 1                                                                            | 72’                                                                          |
| 24-3-2025                                                                    | Auckland                                                                     | Nuova Caledonia                                                              | 0 – 3                                                                        | Nuova Zelanda                                                                | Qual. Mondiali 2026                                                          | -                                                                            | 70’                                                                          |
| 7-6-2025                                                                     | Toronto                                                                      | Nuova Zelanda                                                                | 1 – 0                                                                        | Costa d'Avorio                                                               | Amichevole                                                                   | -                                                                            | 62’                                                                          |
| 10-6-2025                                                                    | Toronto                                                                      | Nuova Zelanda                                                                | 1 – 2                                                                        | Ucraina                                                                      | Amichevole                                                                   | -                                                                            | 73’                                                                          |
| Totale                                                                       |                                                                              | Presenze                                                                     | 20                                                                           |                                                                              | Reti                                                                         | 3                                                                            |                                                                              |

## Palmarès

### Competizioni nazionali
- 3. Liga: 1

Bayern Monaco II: 2019-2020
- Campionato tedesco: 1

Bayern Monaco: 2019-2020
- Coppa di Germania: 1

Bayern Monaco: 2019-2020

#### Competizioni internazionali
- UEFA Champions League: 1

Bayern Monaco: 2019-2020